# Drassinella sclerata
Drassinella sclerata là một loài nhện trong họ Phrurolithidae.
Loài này thuộc chi Drassinella. Drassinella sclerata được Ralph Vary Chamberlin & Wilton Ivie miêu tả năm 1935.